# Eclipsa de Soare din 10 mai 2013

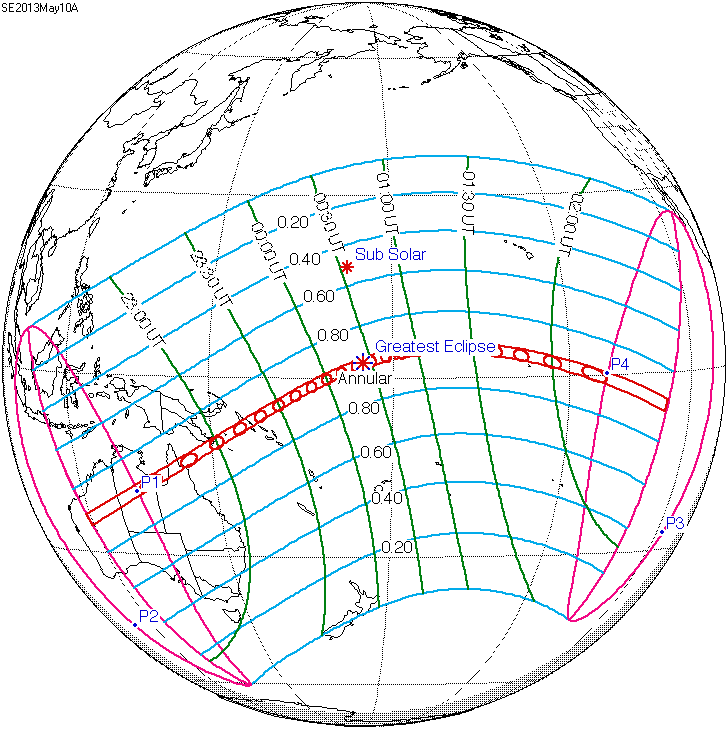
Harta eclipsei din 2013

O eclipsă inelară de Soare a avut loc la 10 mai 2013; este cea de-a X-a eclipsă inelară de Soare din secolul al XXI-lea. Eclipsa nu a putut fi observată din Europa.
S-a produs acum 11 ani, 322 zile.

## Caracteristici

Harta animată a eclipsei

Faza inelară a eclipsei a fost vizibilă din Australia de Nord și din Oceanul Pacific, cu maximul de 6 minute și 3 secunde în Oceanul Pacific, la est de Polinezia Franceză.